# دليل موجي

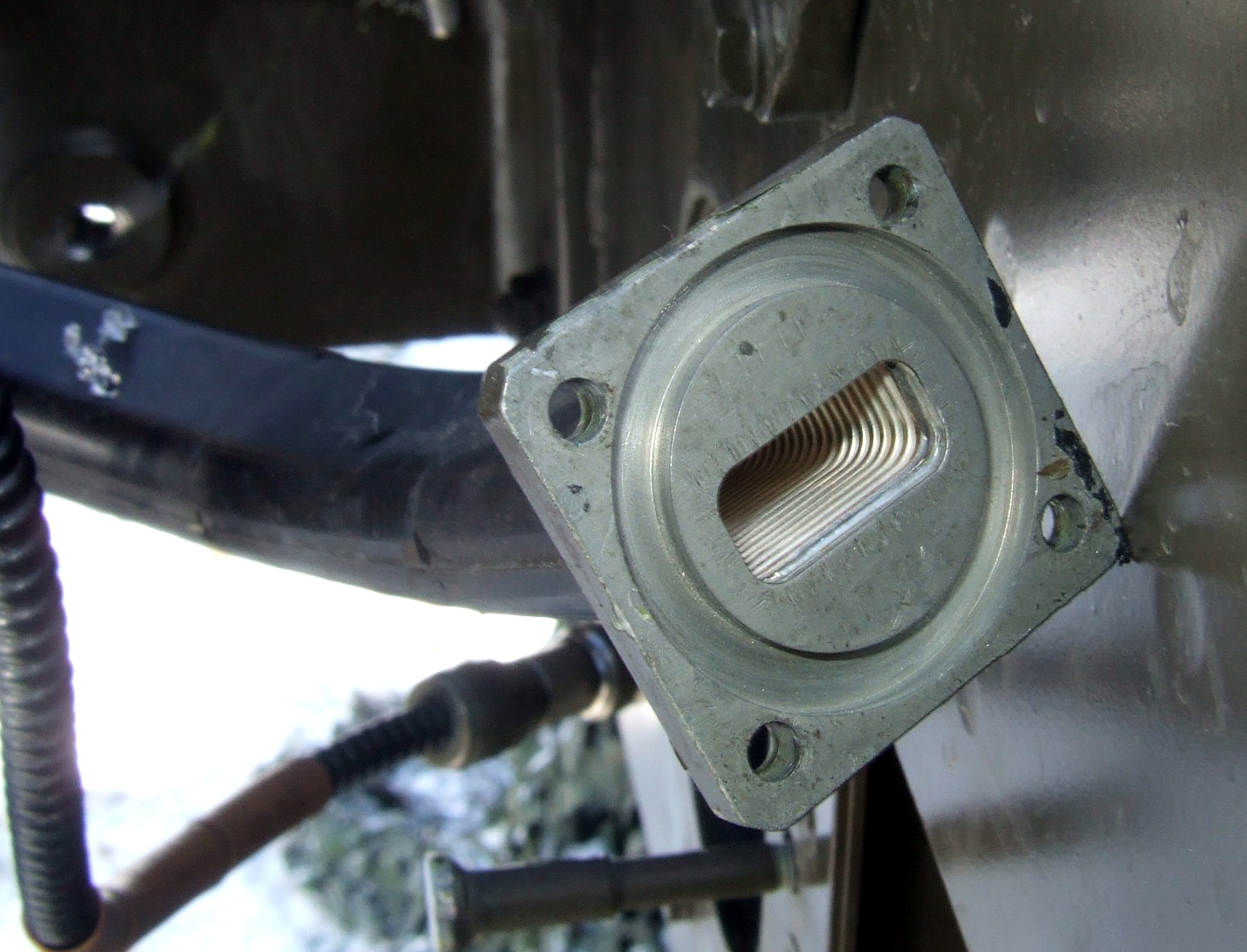
قطاع من موجه موجات مرن مزود بـ شفة قابلة للضغط

مجال كهربائي داخل موجه موجات معدني مجوف لموجة إكس باند (x-band).

الدليل الموجي  هو بنية تعمل على توجيه الموجات مثل الموجات الكهرومغناطيسية أو الموجات الصوتية. كل نوع من أنواع الموجات يصلح له نوع مختلف من موجهات الموجات. أول وأشهر هذه الموجهات هو أنبوب معدني موصل ومجوف يُستخدم لنقل الموجات الراديوية عالية التردد، خاصة الموجات الصغرية.
تختلف موجهات الموجات في تركيبتها الهندسية، حيث يمكنها تقييد الطاقة في بُعد واحد كما هو الحال في موجهات الموجات الشريحية أو في بُعدين اثنين كما هو موجود في موجهات الألياف البصرية أو موجهات موجات القنوات. علاوة على ذلك، يتطلب اختلاف الترددات وجود أنواع متعددة من موجهات الموجات: فـ الألياف البصرية الموجهة للـ الضوء (عالية التردد) لن تصلح لتوجيه الموجات الصغرية (ذات التردد المنخفض للغاية). وعملاً بمبدأ الحكم بناء على الخبرة، ينبغي أن يكون لعرض موجه الموجات القيمة الأسية نفسها التي يتميز بها طول الموجة للموجة الموجهة.
تتضمن الطبيعة تركيبات أخرى يمكن اعتبارها موجّهات للموجات: على سبيل المثال، يمكن لطبقة قناة سوفار SOFAR الموجودة في المحيط نقل أصوات الحيتان لمسافات شاسعة.

## مبدأ العمل
تنتشر الموجات في الفضاء في شتى الاتجاهات، كما هو الحال في الموجات الكروية. وبناءً على ذلك فإنها تفقد طاقتها بما يتناسب مع مربع المسافة؛ بمعنى أنه عند المسافة R من المصدر، فإن الطاقة هي طاقة المصدر مقسومة على R2. يقوم موجه الموجات بالحد من انتشار الموجة في بُعد واحد، وبناءً عليه (وفي ظل الظروف المثالية) لا تفقد الموجة أي قدر من طاقتها عند الانتشار.
تُقيد الموجات داخل موجه الموجات بسبب الانعكاس الكلي من جدار موجه الموجات، مما يسفر عن حدوث الانتشار بين جدران موجه الموجات في صورة «خط متعرج». ينطبق هذا الوصف تمامًا على الموجات الكهرومغناطيسية التي تتحرك داخل أنبوب معدني مجوف نتعرف عليه من خلال مقطع مستعرض مستطيل الشكل أو دائري.

## معلومات تاريخية
كان جوزيف جون طومسون (J. J. Thomson) هو أول من طرح الإطار الأول لتوجيه الموجات في عام 1893، وكان أوليفر لودج (Oliver Lodge) هو أول من أجرى اختبارًا تجريبيًا عليها في عام 1894. وقد صاغ لنا جون وليم ريليه أول تحليل رياضي للموجات الكهرومغناطيسية التي تتحرك في أسطوانة معدنية في عام 1897.
بالنسبة للموجات الصوتية، نشر جون ويليم ريليه التحليل الرياضي الكامل عن أنماط انتشار موجات الراديو في عمله الفريد من نوعه “نظرية الصوت”.
بدأت دراسة موجهات الموجات العازلة للكهرباء (مثل الألياف البصرية، الموضحة بالأسفل) في وقت مبكر في حقبة العشرينيات من القرن العشرين، من خلال دراسات العديد من العلماء الذين كان ريليه هو أشهرهم إلى جانب سومرفيلد (Sommerfeld) وديباي (Debye).
وقد بدأت الألياف البصرية في جذب اهتمام خاص في ستينيات القرن العشرين بسبب أهميتها الشديدة في صناعة وسائل الاتصالات.

## الاستخدامات

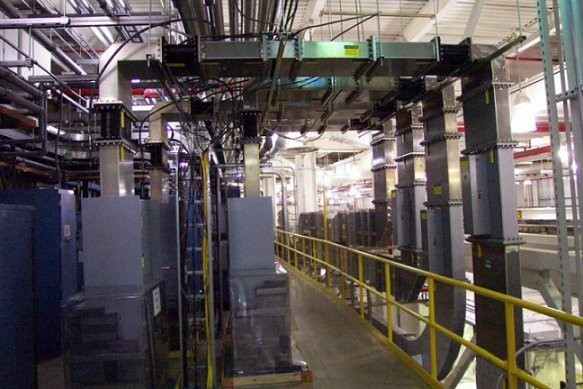
يظهر في الصورة إمداد موجه الموجات بالطاقة لـمصدر الفوتون المتقدم الخاص بـمختبر أرجون الوطني.

على الرغم من ذلك، كان استخدام موجّهات الموجات لنقل الإشارات قد عُرف حتى قبل صياغة المصطلح. كانت ظاهرة توجيه موجات الصوت من خلال السلك المشدود معروفة منذ القدم، إضافة إلى توجيه موجات الصوت من خلال أنبوب مجوف مثلما يحدث إذا أصدر إنسان صوتًا في كهف أو الصوت الذي يُسمع من خلال سماعة طبية. تتمثل الاستخدامات الأخرى لموجهات الموجات في نقل الطاقة بين مكونات نظام مثل المذياع أو الرادار أو الأجهزة البصرية. وتعد موجهات الموجات هي أساس اختبار الموجة الموجهة (GWT)، وهي إحدي الطرق المتعددة لـالتقييم اللا إتلافي.
أمثلة خاصة:
- تنقل الألياف البصرية الضوء والإشارات لمسافات بعيدة وبمعدل إشارة مرتفع.
- في أي فرن ميكروويف ينقل موجه الموجات الطاقة من صمام الماجنترون حيث تتشكل الموجات، إلى غرفة الطهي.
- في أي رادار، ينقل موجه الموجات طاقة تردد موجات الراديو من وإلى الهوائي، حيث ينبغي أن تتطابق مع المعاوقة للحصول على أفضل مستوى نقل للطاقة (انظر أدناه).
- يمكن إنشاء موجه موجات يُسمى الخط الشريطي في أي لوحة دارات مطبوعة، ويستخدم لنقل إشارات الموجات الصغرية على اللوحة. يتميز هذا النوع من موجهات الموجات بتواضع تكاليف تصنيعه ويتميز بصغر حجمه بحيث يمكن تركيب بسهولة في الجزء الداخلي للوحة الدارات المطبوعة.
- تُستخدم موجهات الموجات في الأجهزة العلمية لقياس الخواص البصرية والسمعية والمرنة للمواد والأشياء. يمكن توصيل موجه الموجات بجانب العينة (كما هو الوضع في أجهزة تخطيط الصدى الطبية)، وبذلك، يضمن موجه الموجات الاحتفاظ بطاقة الموجة الاختبارية، وقد تُوضع العينة داخل موجه الموجة (على غرار القياس الثابت للعازل الكهربائي[7])، وبذلك يمكن اختبار الأشياء الأصغر بدقة عالية.

## وصف مختصر للتحليل النظري
تصف المعادلة الموجية انتشار الموجة الكهرومغناطيسية على طول محور موجه الموجات، حيث تُشتق هذه المعادلة من معادلات ماكسويل، بالإضافة إلى ذلك، يعتمد طول الموجة على تصميم موجه الموجات، وما بداخله من مواد (الهواء والبلاستيك والفراغ، إلخ)، بالإضافة إلى تردد الموجة.
يعتمد التوزيع المكاني لـ المجالات الكهربائية المختلفة في المدة الزمنية والمجالات المغناطيسية بداخل موجه الموجات على شروط القيمة الحدية التي يفرضها شكل موجه الموجات والمواد المكونة له. لنفترض أن موجه الموجات مصنوع من معدن يعد موصلاً كهربائيًا جيدًا بحيث يمكن اعتباره موصلاً كهربائيًّا مثاليًا. يتكون التصميم الداخلي لكافة موجهات الموجات تقريبًا من النحاس، ومع ذلك، فإن بعضًا من هذه الموجهات يُطلى من الداخل بـالفضة أو الذهب وهما يعدان من الموصلات الكهربائية الجيدة، علاوة على أنهما مضادان للتآكل. وبذلك تكون مسائل القيمة الحدية على الشكل التالي:
- لا تمر الموجات الكهرومغناطيسية من خلال موصلات كهربائية، بل إن هذه الموجات يتم عكسها.
- يجب أن يكون أي مجال كهربائي متصل بموصل متعامدًا عليه.
- يجب أن يكون أي مجال مغناطيسي قريب من موصل متوازيًا معه.

تستبعد الشروط الحدية هذه عددًا لا يُحصى ولا يعد من الحلول للمعادلة الموجية، وما يتبقى هي الحلول المحتملة للمعادلة الموجية داخل موجّه الموجات. يتخذ باقي التحليل الخاص بحلول الموجات الكهرومغناطيسية داخل أي موجّه موجات شكلاً رياضيًا.
وتشير باقي التحليلات غير الرياضية إلى أن موجهات الموجات شائعة الاستخدام تنتمي لفئات معدودة. ويعد النوع الأكثر شيوعًا لموجهات الموجات هو الذي يحتوى على مقطع مستعرض، وغالبًا لا يكون مربع الشكل. وبشكل عام، يصل طول الجانب الطويل لهذا المقطع المستعرض إلى ضعف طول جانبه القصير. مما يعد أمرًا مفيدًا في نشر الموجات الكهرومغناطيسية المحتوية على استقطاب أفقي أو رأسي لها.
أما ثاني أكثر الأنواع المستخدمة شيوعًا من موجهات الموجات فيتميز بمقطع مستعرض دائري. وتظهر قيمة هذه الفائدة عند نشر الموجات الكهرومغناطيسية التي تتميز بـاستقطاب دائري أو دوار للمقاطع المستعرضة. ثم، يتتبع المجال الكهربائي الخاص بها النموذج اللولبي كانعكاس للعامل الزمني.
يتميز النوع الثالث من موجهات الموجات -وهو النوع الأقل استخدامًا- بمقطع مستعرض إهليلجي.

### أوضاع انتشار الموجات وترددات القطْع
يعتبر نمط انتشار الموجات في أي موجه موجات أحد حلول المعادلات الموجية، أو بعبارة أخرى، شكل الموجة. ونظرًا للقيود الخاصة بـ مسائل القيمة الحدية، فلا يوجد هناك إلا ترددات وأشكال محدودة فقط لوظيفة الموجة التي يمكن أن تنتشر في موجّه الموجات. ويعد أقل تردد يمكن من خلاله أن ينتشر وضع ما هو تردد القطع لهذا الوضع. ويعتبر الوضع ذو أقل تردد قطع هو الوضع الأساسي لموجّه الموجات، وتردد القطع الخاص به هو تردد القطع نفسه الخاص بموجّه الموجات.

### مطابقة المعاوقات
في نظرية الدارة، تكون المعاوقة هي تعميم المقاومية في حالة التيار المتردد وتٌقاس بـالأوم ({\displaystyle Omega}).
يصف خط النقل المحتوي على طول ومعاوقة ذاتية أي موجه موجات في نظرية الدارة. بعبارة أخرى، المعاوقة هي مقاومة مكون الدائرة (في هذه الحالة موجّه الموجات) لعملية انتشار الموجة. كان الغرض الأساسي من هذا الوصف لموجه الموجات هو تحديد التيار المتردد، ولكن هذا الوصف مناسب أيضًا للموجات الكهرومغناطيسية والموجات الصوتية، وهذا يتم بمجرد تحويل الموجة والخواص المادية (مثل الضغط والكثافة وثابت العازل) إلى مصطلحات كهربائية (مثل التيار والمعاوقة).
تظهر أهمية مطابقة المعاوقة عند توصيل مكونات الدائرة الكهربائية (عند اتصال موجّه موجات بهوائي مثلاً): تحدد نسبة المعاوقة مقدار الموجة المنتقلة للأمام ومقدار الانعكاس. في الغالب، يتطلب توصيل أي موجّه موجات بهوائي وجود إرسال كامل، بحيث تتوافق معاوقة كل منهما.
يمكن حساب مُعامل الانعكاس باستخدام المعادلة: {\displaystyle \Gamma ={\frac {Z_{2}/Z_{1}-1}{Z_{2}/Z_{1}+1}}}، حيث إن {\displaystyle \Gamma } هي معامل الانعكاس (يدل الـ 0 على الإرسال التام، ويدل 1 على الانعكاس التام، أما 0.5 فهو انعكاس نصف الجهد الوارد)، تعتبر {\displaystyle Z_{1}} و{\displaystyle Z_{2}} المعاوقة للمكون الأول (الذي تدخل الموجة من خلاله) والمكون الثاني على التوالي.
يتسبب عدم تطابق المعاوقة في حدوث موجة عكسية، حيث يؤدي إضافتها للموجات الواردة إلى ظهور موجة ثابتة. يمكن تحديد مقدار عدم تطابق المعاوقة أيضًا بـنسبة الموجة المستقرة SWR (نسبة الموجة المستقرة أو نسبة الموجة الراكدة الجهد VSWR بالنسبة للجهد)، المتصلة بنسبة المعاوقة ومُعامل الانعكاس بواسطة: {\displaystyle VSWR={\frac {|V|_{max}}{|V|_{min}}}={\frac {1+|\Gamma |}{1-|\Gamma |}}}، حيث إن {\displaystyle \left|V\right|_{min,max}} هي القيم الدنيا والقصوى للـقيمة المطلقة للجهد، أما نسبة الموجة المستقرة الجهد فهي نفسها نسبة الموجة الموجة الراكدة الجهد، والتي تُقدر بـ 1 مما يدل على الإرسال التام، دون انعكاس وبذلك فقد انعدمت الموجة الراكدة، بينما تشير القيم الكبيرة إلى الانعكاس الكبير ونموذج الموجة الراكدة.

## موجهات الموجات الكهرومغناطيسية
يمكن تصميم موجهات الموجات لنشر الموجات حول أي منطقة واسعة من الطيف الكهرومغناطيسي، إلا أنها مفيدة بصفة خاصة في الموجة الصغرية وفي مجالات التردد البصري. وبناءً على التردد، يمكن إنشاء موجّهات الموجة إما من مواد موصلة أو عازلة للكهرباء. تُستخدم موجهات الموجات لتحويل كل من القدرة وإشارات الاتصال.

## موجهات الموجات البصرية
تعتبر موجهات الموجات المستخدمة في الترددات البصرية دلائل وهياكل موجية تقليدية عازلة للكهرباء، حيث تحيط مادة ذات سماحية أقل بمادة عازلة للكهرباء ذات سماحية أعلى، وبالتالي تتميز بـ قرينة انكسار عالية. يوجه الهيكل الموجات البصرية بواسطة الانعكاس التام. تعتبر الألياف البصرية نموذج لموجّه موجات بصري.
تُستخدم أنواع أخرى من موجه الموجات البصرية، بما في ذلك الألياف الضوئية الكريستال، التي توجه الموجات عن طريق إحدى الآليات المتميزة المتوفرة. استُخدمت أيضًا الموجهات التي تتخذ شكل أنابيب مجوفة ذات سطح داخلي عالي الانعكاسية أيضًا كـأنابيب ضوء في تطبيقات الإضاءة. قد تكون الأسطح الداخلية مصنوعة من معادن مصقولة، أو قد تُغطى بغشاء متعدد الطبقات يوجه الضوء بواسطة قانون براج (يعتبر ذلك حالة خاصة بالألياف الضوئية الكريستال). كما يمكن استخدام الموشور الصغير حول الأنبوب والذي يعكس الضوء من خلال انعكاس داخلي —such على الرغم من ذلك، لا يُستحب تقييد الضوء حيث لا يستطيع الانعكاس الداخلي الإجمالي توجيه الضوء بشكل صحيح خلال قلب منخفض (في حالة الموشور، يتسرب بعض الضوء من زوايا الموشور).

## موجهات الموجات السمعية
إن موجه الموجات السمعية عبارة عن شكل فيزيائي لتوجيه الموجات الصوتية. تعمل قناة انتشار الصوت أيضًا بنفس طريقة خط النقل. تحتوي قناة الصوت على بعض أدوات النقل، مثل الهواء، المُساعد في انتشار الصوت.

## تركيب الصوت
يستخدم تركيب الصوت خط الترحيل الرقمي كعناصر حاسوبية لاتباع نهج انتشار الموجة في أنابيب الآلات الهوائية وأوتار الاهتزاز لـ الآلات الوترية.

## وصلات خارجية
- Waveguide A very basic explanation on what is a waveguide
- Waveguide basics Multiple pages giving detailed tutorial
- نسخة محفوظة 29 مارس 2024 على موقع واي باك مشين.